# Analeptes trifasciata
Analeptes trifasciata är en skalbaggsart som först beskrevs av Fabricius 1775.  Analeptes trifasciata ingår i släktet Analeptes och familjen långhorningar.
Artens utbredningsområde är:
- Angola.
- Niger.
- Senegal.
- Sierra Leone.
- Togo.

Inga underarter finns listade i Catalogue of Life.